# موتور حسن كوسة
موتور حسن كوسة (بالإنجليزية: Mowtowr-e Hasan Kuseh)‏ هي منطقة سكنية تقع في سيستان وبلوتشستان في إيران. يقدر عدد سكانها بـ 23 نسمة .